# Абуна Павел
Абуна Павел (амх. አቡነ ጳውሎስ, настоящее имя Гебре Медин Волде Йоханнес; 3 ноября 1935, Адуа — 16 августа 2012, Аддис-Абеба) — глава Эфиопской православной церкви в 1992—2012 годах, пятый Патриарх Абиссинский, Католикос Эфиопии.

## Биография
Родился 3 ноября 1935 года в городе Адуа (Тыграй).
Обучался в Свято-Троицком теологическом колледже в Аддис-Абебе, позже в Свято-Владимирской духовной семинарии (США) и пресвитерианской Принстонской богословской семинарии.
В 1974 году, вскоре после свержения императора Хайле Селассие I, был вызван в Эфиопию и в числе иных рукоположён в епископа, но без разрешения захватившей власть коммунистической хунты, вследствие чего 1976—1983 годы провёл в тюрьме, затем жил в США.
5 июля 1992 года, после падения режима Менгисту Хайле Мариама в 1991 году и удаления патриарха Абуны Меркурия, стал новым главой эфиопов-христиан (антихалкидонитов).
В 2007 году сумел преодолеть 40-летний конфликт с Коптской церковью, а в 2009 году участвовал в ассамблее Синода католических епископов по Африке, проходившей в Ватикане. С 2006 года Абуна Павел являлся одним из президентов Всемирного совета церквей.
Умер 16 августа 2012 года в Аддис-Абебе от сердечного приступа. Похоронен в Свято-Троицком кафедральном соборе в Аддис-Абебе.

## Достижения и награды
Абуна Павел работал над примирением между Эфиопией и Эритреей. Он также участвовал в поддержке эфиопов, пострадавших от войны и засухи. За его миротворческую и гуманитарную деятельность он был удостоен медали Нансена Верховным комиссаром ООН по делам беженцев.
30 декабря 2008 года Абуна Павел был награжден Орденом Святого Фомы (высшей почетной наградой, присуждаемой Индийской Православной Церковью) католикосом Востока Базелиосом Мартома Дидимосом I в семинарии Парумала, Индия.
Абуна Павел также встречался с президентом Судана Омаром аль-Баширом в Хартуме, чтобы попытаться найти мирное решение конфликта в Дарфуре, который западные критики назвали геноцидом. Он также провел переговоры с высокопоставленными правительственными чиновниками и религиозными лидерами во время своего пятидневного рабочего визита в Хартум и призвал религиозных лидеров активизировать свои усилия по достижению мира.
Абуна Павел был президентом Всемирного совета церквей, а также почётным президентом организации «Религии за мир», крупнейшей многоконфессиональной коалиции в мире, продвигающей общие действия религиозных общин, направленных на достижение мира.